# Liste von Heimvolkshochschulen in Deutschland
Die folgende Liste ist nach Bundesländern geordnet und erfasst Bildungseinrichtungen, die sich als Heimvolkshochschule benennen oder verstehen und Bildungsveranstaltungen ausschließlich oder überwiegend in Gestalt mehrtägiger oder mehrwöchiger Kurse bei gemeinsamer Unterbringung und Verpflegung anbieten.

## Baden-Württemberg
- Evangelische Akademie Bad Boll
- Schwäbische Bauernschule, Bad Waldsee
- Bildungshaus Kloster St. Ulrich, Bollschweil (Schwarzwald)
- Volkshochschulheim Inzigkofen
- Ländliche Heimvolkshochschule Lauda
- Bildungshaus Neckarelz, Mosbach
- Ländliche Heimvolkshochschule Waldenburg-Hohebuch
- Badische Bauernschule Waldshut-Tiengen
- Landvolkshochschule Wernau-Leutkirch

## Bayern

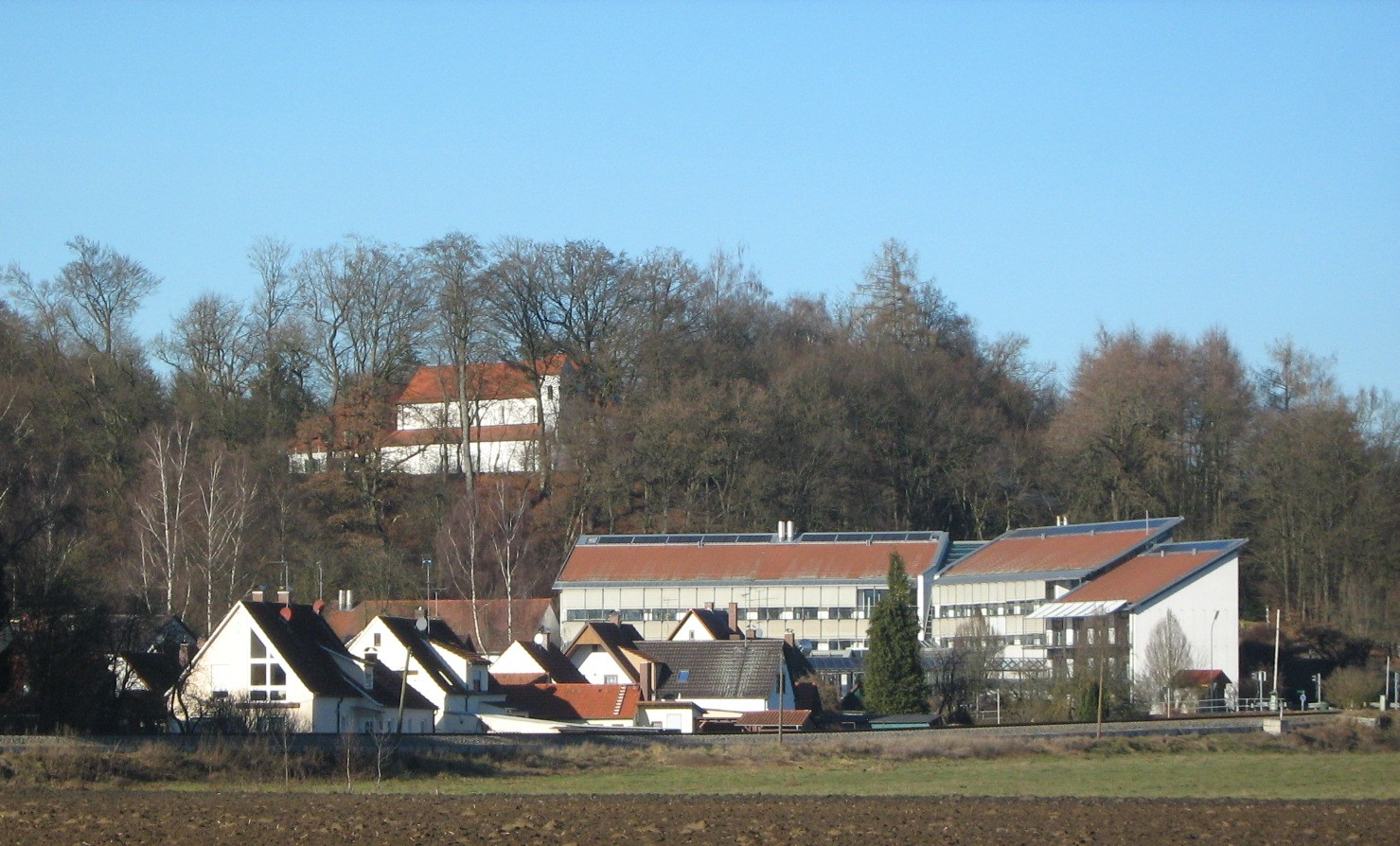
Katholische Landvolkshochschule Petersberg in Erdweg

- Evangelisches Bildungs- und Tagungszentrum Bad Alexandersbad
- Katholische Landvolkshochschule Volkersberg, Bad Brückenau
- Katholische Landvolkshochschule Feuerstein, Ebermannstadt
- Katholische Landvolkshochschule Petersberg, Erdweg
- Evangelisches Bildungszentrum Hesselberg, Gerolfingen
- Seminarhaus Grainau, Jungbauern-, Jungbäuerinnenschule, Grainau
- Haus der bayerischen Landwirtschaft, Herrsching am Ammersee
- Erwachsenenbildung „Klaus von Flüe“, Landvolkshochschule Münsterschwarzach
- Landvolkshochschule St. Gunther, Niederaltaich
- Evang.-Lutherische Landvolkshochschule Pappenheim
- Katholische Landvolkshochschule Wies „Dr. Georg Heim“, Steingaden

## Brandenburg

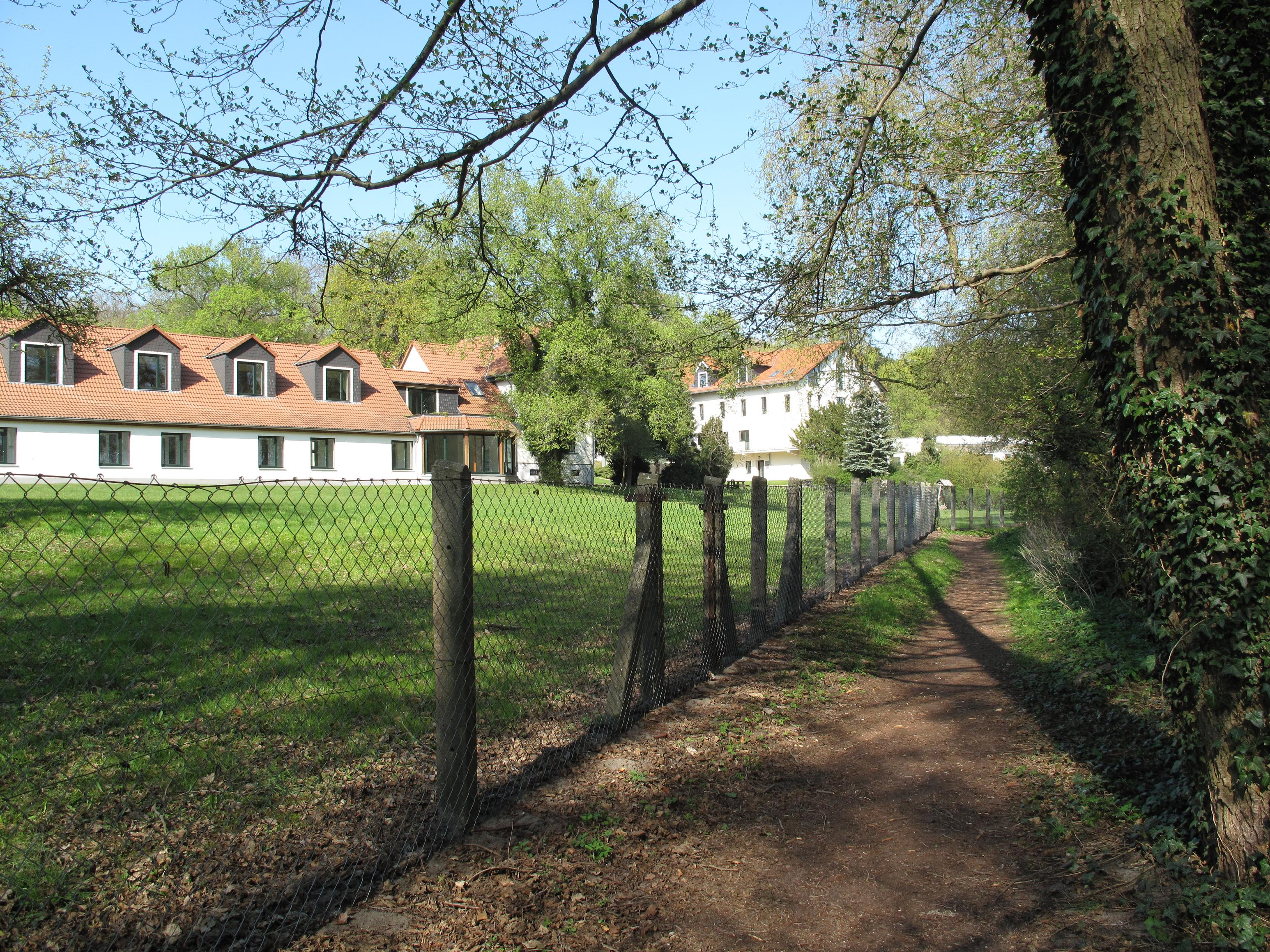
Heimvolkshochschule am Seddiner See

- Heimvolkshochschule am Seddiner See, Seddiner See[1]

## Hessen

Festakt 70 Jahre Akademie Burg Fürsteneck 2023

- Heimvolkshochschule Falkenstein (Königstein im Taunus, bestand von 1961 bis 1977)
- Burg Fürsteneck, Akademie für berufliche und musisch-kulturelle Weiterbildung, Eiterfeld
- Hessische Landvolk-Hochschule Friedrichsdorf
- Bildungsstätte Gartenbau Grünberg (frühere Bezeichnung: Bildungsstätte des Deutschen Gartenbaues), Grünberg

## Mecklenburg-Vorpommern
- Bildungshaus am Meer, Heimvolkshochschule Lubmin

## Niedersachsen
- Europahaus Aurich

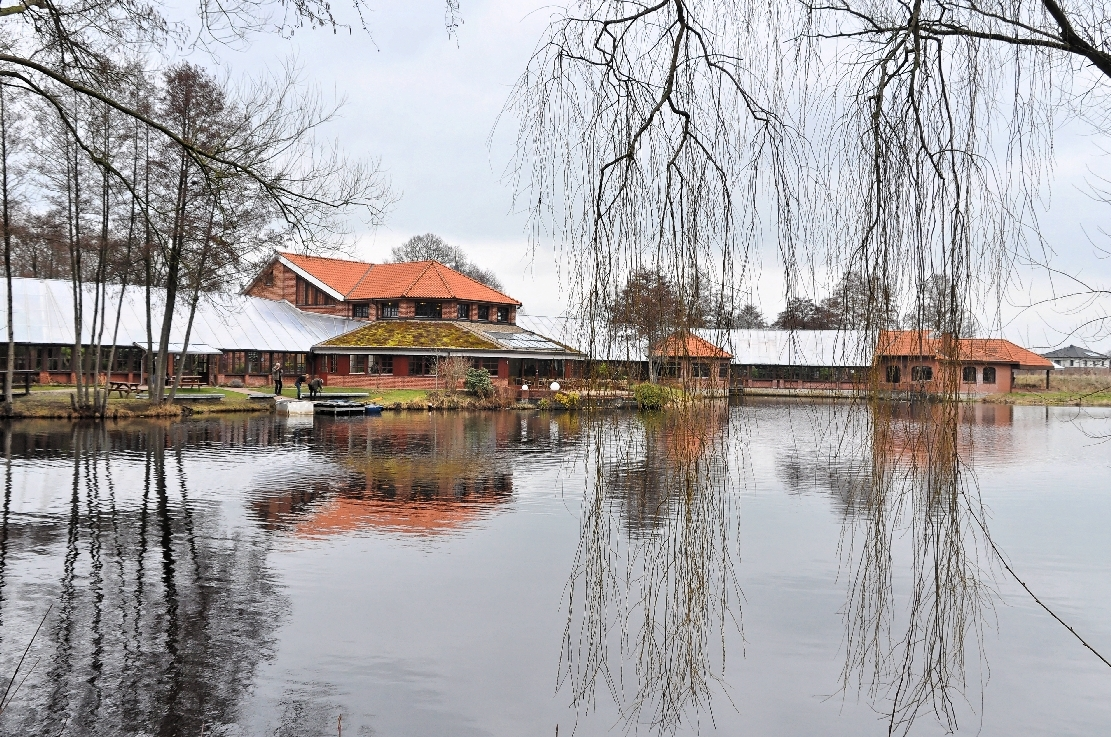
Historisch-Ökologische Bildungsstätte Emsland in Papenburg

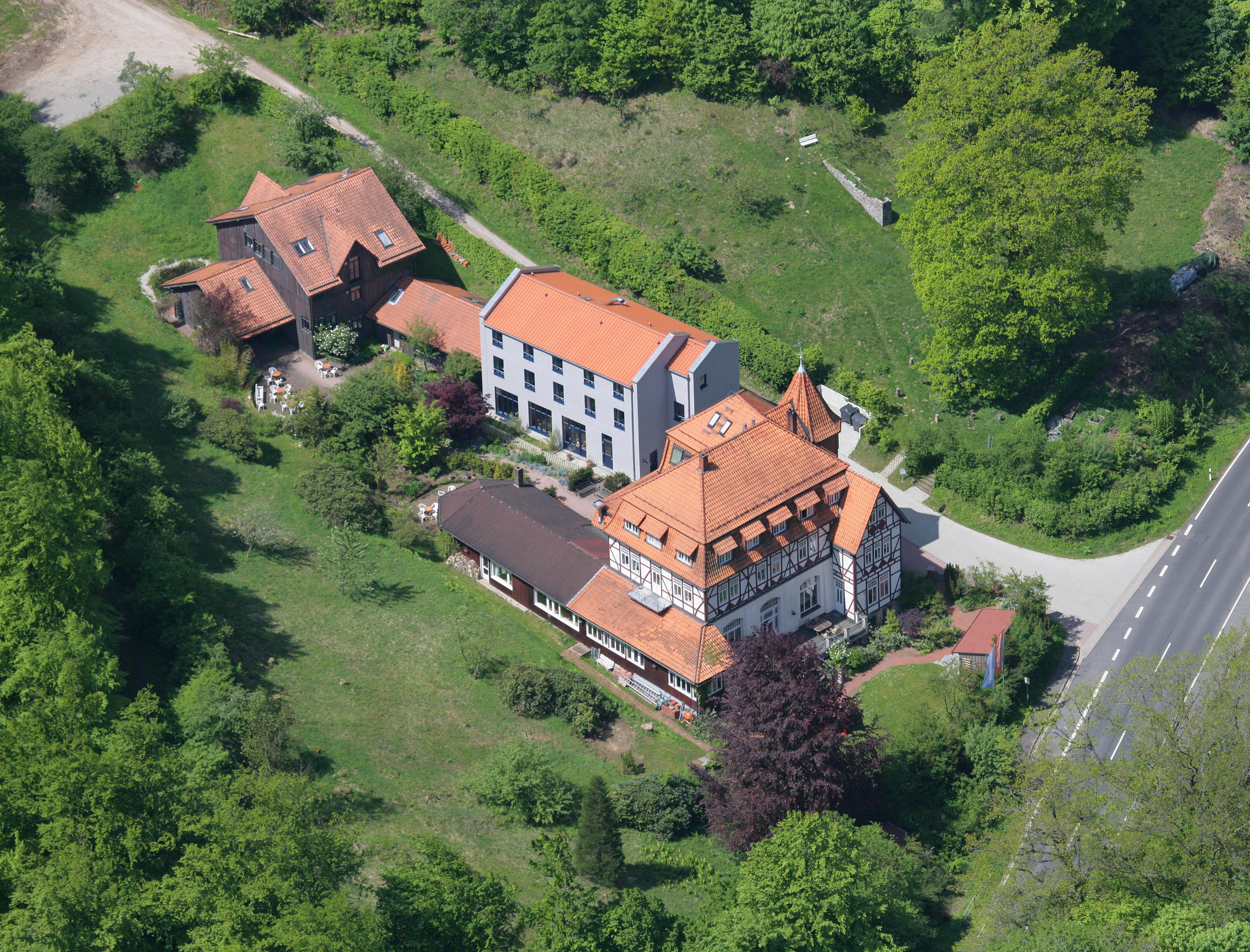
Akademie Waldschlösschen in Reinhausen bei Göttingen

- Evangelisches Bildungszentrum Bad Bederkesa
- Gustav-Stresemann-Institut Bad Bevensen
- Bildungs- und Tagungszentrum Ostheide, Barendorf (Lüneburger Heide)
- Ländliche Heimvolkshochschule Mariaspring, Bovenden bei Göttingen
- Bildungszentrum Heimvolkshochschule Jägerei Hustedt, Celle
- Katholische Akademie Stapelfeld, Cloppenburg
- Bildungsstätte und Heimvolkshochschule Haus Ohrbeck, Georgsmarienhütte-Holzhausen
- Katholische Landvolkhochschule „Johannes-Schlömann-Schule“, Georgsmarienhütte-Oesede
- Bildungshaus Zeppelin & Steinberg e.V., Goslar (Harz)
- St. Jakobushaus, Goslar
- Zentrum für Erwachsenenbildung Stephansstift, Hannover
- Politische Bildungsstätte Helmstedt, Helmstedt (Naturpark Elm-Lappwald)
- Evangelisches Bildungszentrum Hermannsburg, Hermannsburg
- Ludwig-Windthorst-Haus, Lingen (Ems)
- Evangelisches Bildungszentrum Ostfriesland-Potshausen, Ostrhauderfehn (Ostfriesland)
- Historisch-Ökologische Bildungsstätte Emsland, Papenburg (Emsland)
- Evangelische Heimvolkshochschule Rastede
- Evangelische Heimvolkshochschule Loccum, Rehburg-Loccum (am Steinhuder Meer)
- Akademie Waldschlösschen, Reinhausen bei Göttingen
- Bildungs- und Tagungszentrum Heimvolkshochschule Springe, Springe (am Deister)
- Internationales Haus Sonnenberg, St. Andreasberg (Harz)
- Bildungsstätte Bredbeck, Bildungsstätte des Landkreises Osterholz

## Nordrhein-Westfalen
- Akademie Biggesee, Attendorn

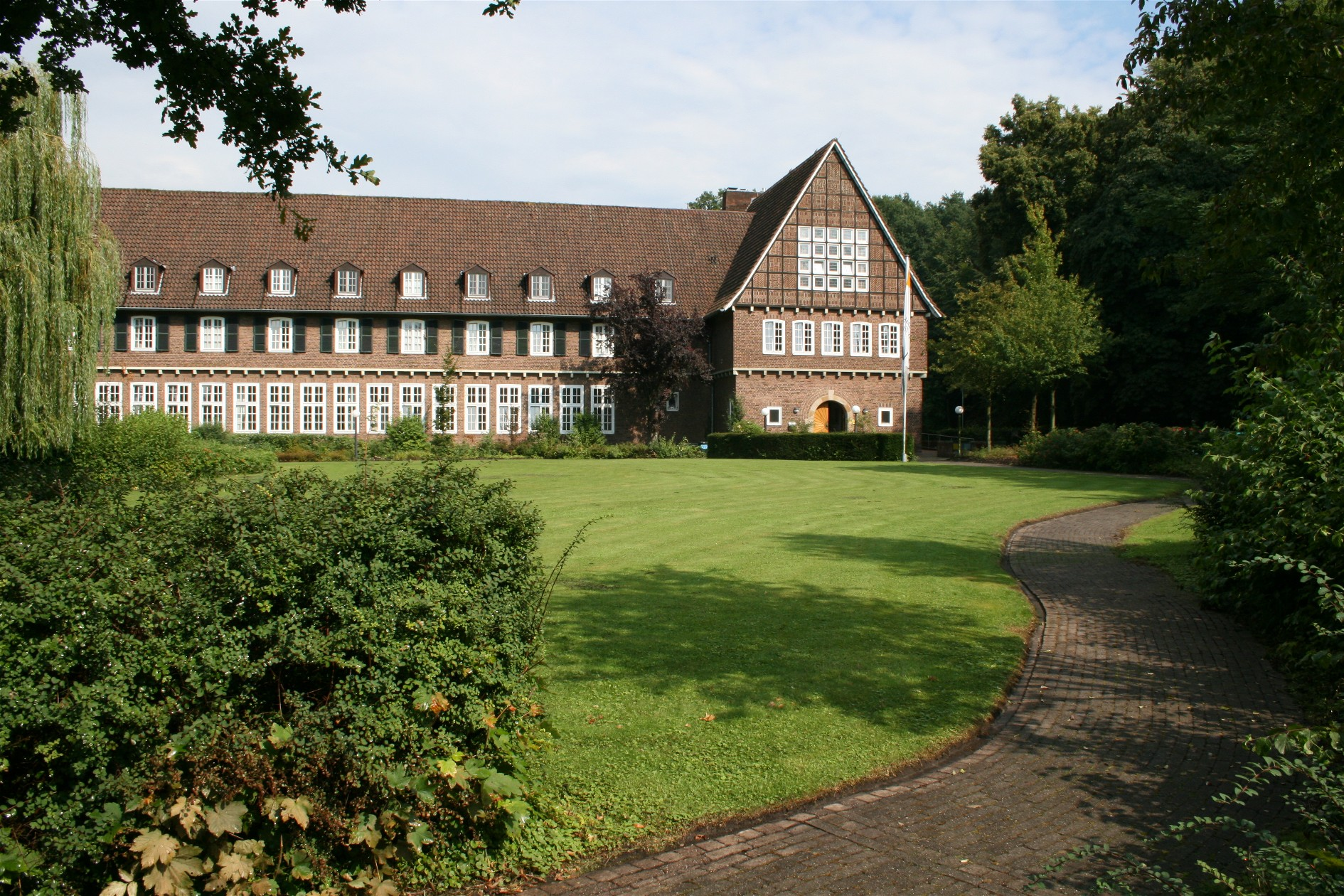
Katholische Landvolkshochschule „Schorlemer Alst“ in Freckenhorst

- Seminar- und Tagungszentrum „Haus Neuland“, Bielefeld
- Andreas Hermes Akademie, Bonn
- Heimvolkshochschule „Gottfried Könzgen“ der KAB/CAJ, Haltern
- Akademie Klausenhof, Hamminkeln-Dingden
- Wasserburg Rindern, Katholisches Bildungszentrum, Kleve
- Heinrich-Lübke-Haus, Möhnesee
- Akademie am Tönsberg e.V., Heimvolkshochschule, Oerlinghausen[2]
- Katholische Landvolkshochschule „Anton Heinen“, Warburg-Hardehausen
- Katholische Landvolkshochschule „Schorlemer Alst“, Warendorf-Freckenhorst

## Rheinland-Pfalz
- Evangelische Landjugendakademie Altenkirchen (Westerwald)
- Bildungsstätte Ebernburg, Bad Münster am Stein

## Sachsen

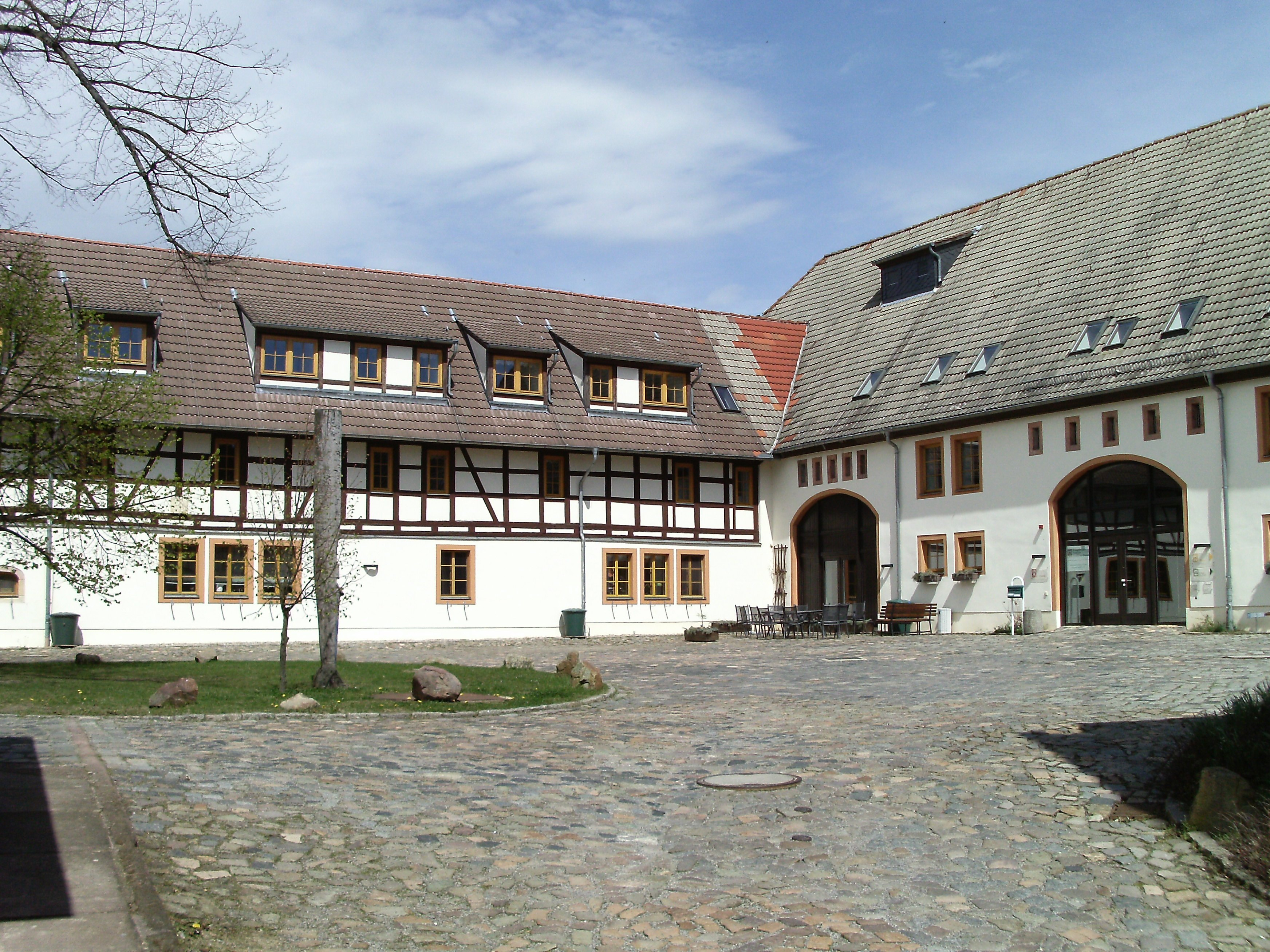
Heimvolkshochschule Kohren-Sahlis

- Bischof-Benno-Haus, Bautzen-Schmochtitz
- Heimvolkshochschule Kohren-Sahlis

## Sachsen-Anhalt

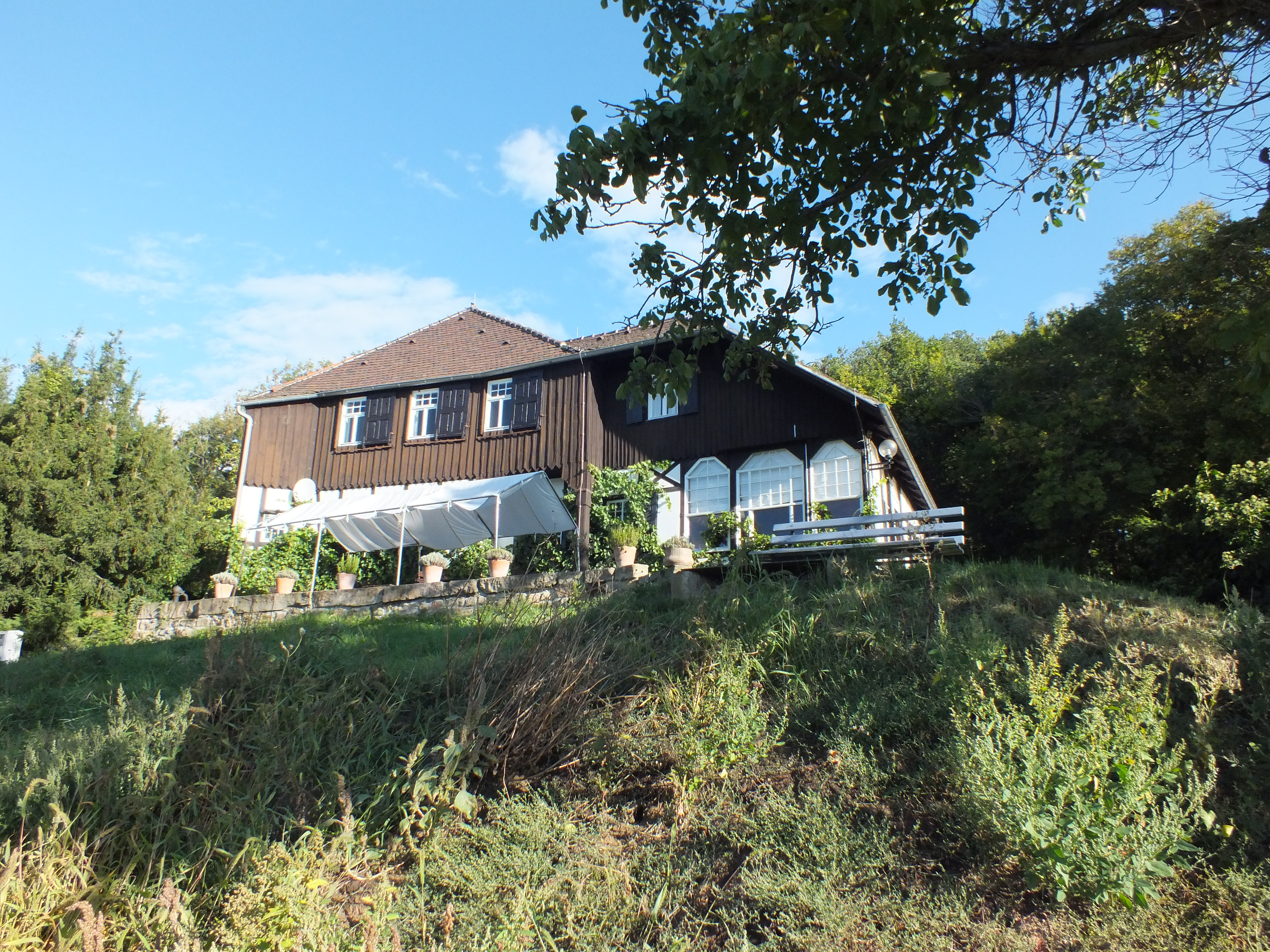
Akademie Haus Sonneck in Naumburg

- Evangelische Heimvolkshochschule Alterode (Harz)
- Konrad-Martin-Haus, Bad Kösen
- Roncalli-Haus, Magdeburg
- Akademie Haus Sonneck, Naumburg (Saale) in Großjena

## Schleswig-Holstein
- Akademie am Meer auf Sylt

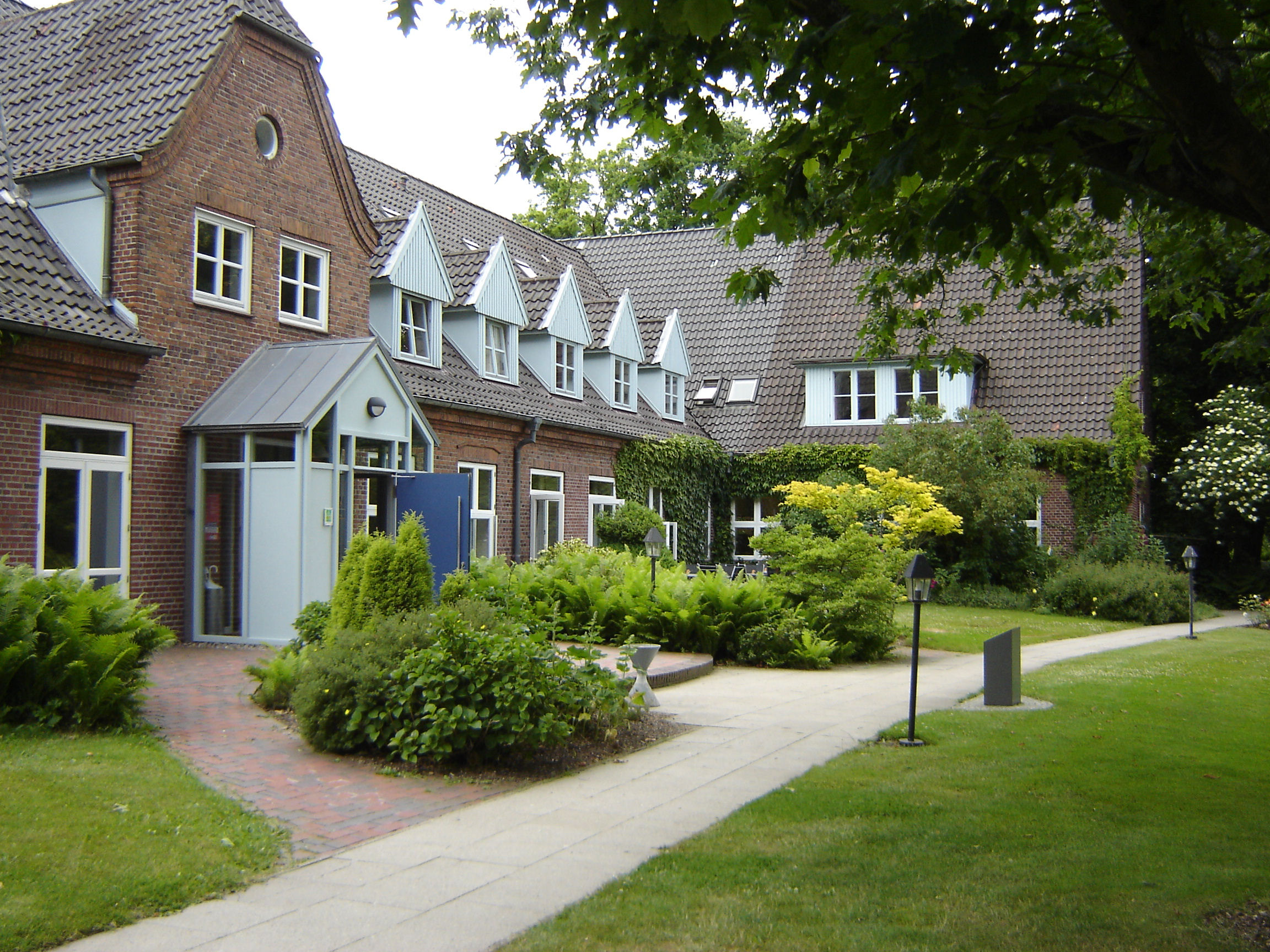
Nordsee Akademie in Leck

- Nordsee Akademie, Heimvolkshochschule Leck
- Akademie am See, Koppelsberg, Plön

## Thüringen
- Ländliche Heimvolkshochschule Thüringen, Donndorf
- Heimvolkshochschule Dreißigacker (bei Meiningen) (1920–1933)
- Heimvolkshochschule Tinz (bei Gera) (1920–1933)
- Bildungs- und Ferienstätte Eichsfeld, Uder

## Verbände
- Arbeitsgemeinschaft katholisch-sozialer Bildungswerke
- Verband der Bildungszentren im ländlichen Raum
- Niedersächsischer Landesverband der Heimvolkshochschulen